# ریویرا (مریلند)
ریویرا (به انگلیسی: Riviera Beach) شهری در ایالت مریلند کشور ایالات متحده آمریکا است که جمعیت آن در سرشماری سال ۲۰۱۰ میلادی، ۱۲٬۶۷۷ نفر بوده‌است.